# UCI ProSeries 2023
La UCI ProSeries 2023 fue la cuarta edición del calendario ciclista que agrupaba las carreras que habían obtenido la licencia ProSeries, siendo el segundo nivel de competición en el orden de importancia del ciclismo de carretera masculino después del UCI WorldTour. Fue creado en el año 2020 por la Unión Ciclista Internacional.
Se inició el 22 de enero de 2023 en Argentina con la Vuelta a San Juan y finalizó el 15 de octubre de 2023 con la Veneto Classic en Italia. En principio, se disputarían 57 competencias en las categorías 1.Pro (carrera de un día) y 2.Pro (carrera por etapas), otorgando puntos a los primeros clasificados de las etapas y a la clasificación final.

## Equipos
Los equipos que podían participar en las diferentes carreras depende de la categoría de las mismas. Los equipos UCI WorldTeam y UCI ProTeam, tenían cupo limitado para competir de acuerdo al año correspondiente establecido por la UCI, los equipos Continentales y selecciones nacionales no tenían restricciones de participación:

## Calendario
Las siguientes fueron las carreras que componen el calendario UCI ProSeries para la temporada 2023 aprobado por la UCI.

### Enero
| UCI ProSeries 2023 - enero |                   |       |                    |              |
| Fecha                      | Carrera           | Clase | Ganador            | Equipo       |
| -------------------------- | ----------------- | ----- | ------------------ | ------------ |
| 22-29                      | Vuelta a San Juan | 2.Pro | Miguel Ángel López | Medellín-EPM |

### Febrero
| UCI ProSeries 2023 - Febrero |                                  |       |                        |                          |
| Fecha                        | Carrera                          | Clase | Ganador                | Equipo                   |
| ---------------------------- | -------------------------------- | ----- | ---------------------- | ------------------------ |
| 1-5                          | Vuelta a la Comunidad Valenciana | 2.Pro | Rui Costa              | Intermarché-Circus-Wanty |
| 11-15                        | Tour de Omán                     | 2.Pro | Matteo Jorgenson       | Movistar                 |
| 12                           | Clásica de Almería               | 1.Pro | Matteo Moschetti       | Q36.5                    |
| 15-19                        | Vuelta al Algarve                | 2.Pro | Daniel Felipe Martínez | INEOS Grenadiers         |
| 15-19                        | Vuelta a Andalucía               | 2.Pro | Tadej Pogačar          | UAE Emirates             |
| 25                           | Faun-Ardèche Classic             | 1.Pro | Julian Alaphilippe     | Soudal Quick-Step        |
| 26                           | La Drôme Classic                 | 1.Pro | Anthony Perez          | Cofidis                  |
| 26                           | Kuurne-Bruselas-Kuurne           | 1.Pro | Tiesj Benoot           | Jumbo-Visma              |

### Marzo
| UCI ProSeries 2023 - Marzo |                                              |       |                       |                          |
| Fecha                      | Carrera                                      | Clase | Ganador               | Equipo                   |
| -------------------------- | -------------------------------------------- | ----- | --------------------- | ------------------------ |
| 1                          | Trofeo Laigueglia                            | 1.Pro | Nans Peters           | AG2R Citroën             |
| 15                         | Milán-Turín                                  | 1.Pro | Arvid de Kleijn       | Tudor                    |
| 15                         | Nokere Koerse                                | 1.Pro | Tim Merlier           | Soudal Quick-Step        |
| 16                         | Gran Premio de Denain                        | 1.Pro | Juan Sebastián Molano | UAE Emirates             |
| 17                         | Bredene Koksijde Classic                     | 1.Pro | Gerben Thijssen       | Intermarché-Circus-Wanty |
| 26                         | Gran Premio Industria y Artigianato-Larciano | 1.Pro | Ben Healy             | EF Education-EasyPost    |

### Abril
| UCI ProSeries 2023 - abril |                             |       |                    |                    |
| Fecha                      | Carrera                     | Clase | Ganador            | Equipo             |
| -------------------------- | --------------------------- | ----- | ------------------ | ------------------ |
| 1                          | Gran Premio Miguel Induráin | 1.Pro | Ion Izagirre       | Cofidis            |
| 5                          | Scheldeprijs                | 1.Pro | Jasper Philipsen   | Alpecin-Deceuninck |
| 12                         | Flecha Brabanzona           | 1.Pro | Dorian Godon       | AG2R Citroën       |
| 17-21                      | Tour de los Alpes           | 2.Pro | Tao Geoghegan Hart | INEOS Grenadiers   |

### Mayo
| UCI ProSeries 2023 - mayo |                          |       |                 |                     |
| Fecha                     | Carrera                  | Clase | Ganador         | Equipo              |
| ------------------------- | ------------------------ | ----- | --------------- | ------------------- |
| 6                         | Gran Premio de Morbihan  | 1.Pro | Arnaud De Lie   | Lotto Dstny         |
| 7                         | Tro Bro Leon             | 1.Pro | Giacomo Nizzolo | Israel-Premier Tech |
| 10-14                     | Tour de Hungría          | 2.Pro | Marc Hirschi    | UAE Emirates        |
| 16-21                     | Cuatro Días de Dunkerque | 2.Pro | Romain Grégoire | Groupama-FDJ        |
| 25-28                     | Boucles de la Mayenne    | 2.Pro | Oier Lazkano    | Movistar            |
| 26-29                     | Tour de Noruega          | 2.Pro | Ben Tulett      | INEOS Grenadiers    |

### Junio
| UCI ProSeries 2023 - junio |                          |       |                      |                    |
| Fecha                      | Carrera                  | Clase | Ganador              | Equipo             |
| -------------------------- | ------------------------ | ----- | -------------------- | ------------------ |
| 4                          | Brussels Cycling Classic | 1.Pro | Arnaud Démare        | Groupama-FDJ       |
| 7-11                       | ZLM Tour                 | 2.Pro | Olav Kooij           | Jumbo-Visma        |
| 10                         | Dwars door het Hageland  | 1.Pro | Rasmus Tiller        | Uno-X              |
| 13                         | CIC Mont Ventoux         | 1.Pro | Lenny Martinez       | Groupama-FDJ       |
| 14-18                      | Vuelta a Bélgica         | 2.Pro | Mathieu van der Poel | Alpecin-Deceuninck |
| 14-18                      | Tour de Eslovenia        | 2.Pro | Filippo Zana         | Jayco AlUla        |

### Julio
| UCI ProSeries 2023 - julio |                        |       |                 |                                    |
| Fecha                      | Carrera                | Clase | Ganador         | Equipo                             |
| -------------------------- | ---------------------- | ----- | --------------- | ---------------------------------- |
| 9-16                       | Vuelta al Lago Qinghai | 2.Pro | Henok Mulubrhan | Green Project-Bardiani CSF-Faizanè |
| 22-26                      | Tour de Valonia        | 2.Pro | Filippo Ganna   | INEOS Grenadiers                   |

### Agosto
| UCI ProSeries 2023 - agosto |                        |       |                  |                     |
| Fecha                       | Carrera                | Clase | Ganador          | Equipo              |
| --------------------------- | ---------------------- | ----- | ---------------- | ------------------- |
| 15-19                       | Vuelta a Dinamarca     | 2.Pro | Mads Pedersen    | Lidl-Trek           |
| 15-19                       | Vuelta a Burgos        | 2.Pro | Primož Roglič    | Jumbo-Visma         |
| 17-20                       | Arctic Race de Noruega | 2.Pro | Stephen Williams | Israel-Premier Tech |
| 23-27                       | Vuelta a Alemania      | 2.Pro | Ilan Van Wilder  | Soudal Quick-Step   |

### Septiembre
| UCI ProSeries 2023 - septiembre |                          |       |                          |                             |
| Fecha                           | Carrera                  | Clase | Ganador                  | Equipo                      |
| ------------------------------- | ------------------------ | ----- | ------------------------ | --------------------------- |
| 3                               | Maryland Cycling Classic | 1.Pro | Mattias Skjelmose Jensen | Lidl-Trek                   |
| 3-10                            | Vuelta a Gran Bretaña    | 2.Pro | Wout van Aert            | Jumbo-Visma                 |
| 10                              | Gran Premio de Fourmies  | 1.Pro | Tim Merlier              | Soudal Quick-Step           |
| 13                              | Gran Premio de Valonia   | 1.Pro | Gonzalo Serrano          | Movistar                    |
| 14                              | Coppa Sabatini           | 1.Pro | Marc Hirschi             | UAE Emirates                |
| 14-17                           | Tour del Lago Taihu      | 2.Pro | George Jackson           | Bolton Equities Black Spoke |
| 16                              | Clásica Súper 8          | 1.Pro | Mathieu van der Poel     | Alpecin-Deceuninck          |
| 20-24                           | Tour de Luxemburgo       | 2.Pro | Marc Hirschi             | UAE Emirates                |
| 23-30                           | Tour de Langkawi         | 2.Pro | Simon Carr               | EF Education-EasyPost       |
| 28                              | Circuito Franco-Belga    | 1.Pro | Arnaud De Lie            | Lotto Dstny                 |
| 30                              | Giro de Emilia           | 1.Pro | Primož Roglič            | Jumbo-Visma                 |

### Octubre
| UCI ProSeries 2023 - octubre |                       |       |                    |                          |
| Fecha                        | Carrera               | Clase | Ganador            | Equipo                   |
| ---------------------------- | --------------------- | ----- | ------------------ | ------------------------ |
| 2                            | Coppa Bernocchi       | 1.Pro | Wout van Aert      | Jumbo-Visma              |
| 3                            | Giro de Münsterland   | 1.Pro | Per Strand Hagenes | Jumbo-Visma              |
| 3                            | Tres Valles Varesinos | 1.Pro | Ilan Van Wilder    | Soudal Quick-Step        |
| 6                            | Giro del Piemonte     | 1.Pro | Andrea Bagioli     | Soudal Quick-Step        |
| 5-9                          | Tour de Hainan        | 2.Pro | Óscar Sevilla      | Medellín-EPM             |
| 8                            | París-Tours           | 1.Pro | Riley Sheehan      | Israel-Premier Tech      |
| 11                           | Giro del Veneto       | 1.Pro | Dorian Godon       | AG2R Citroën             |
| 15                           | Japan Cup             | 1.Pro | Rui Costa          | Intermarché-Circus-Wanty |
| 15                           | Clásica del Véneto    | 1.Pro | Davide Formolo     | UAE Emirates             |